# 李留根
李留根（1936—），中华人民共和国外交官，毕业于北京大学阿拉伯语系（1954级），曾任中华人民共和国驻也门共和国特命全权大使。

## 家庭
妻刘文昭，北京大学阿拉伯语系同级同学，曾任中国国际广播电台阿拉伯语频道播音员、记者、编审。有一子一女。